# Magnus von Wedderkop (Jurist, 1637)

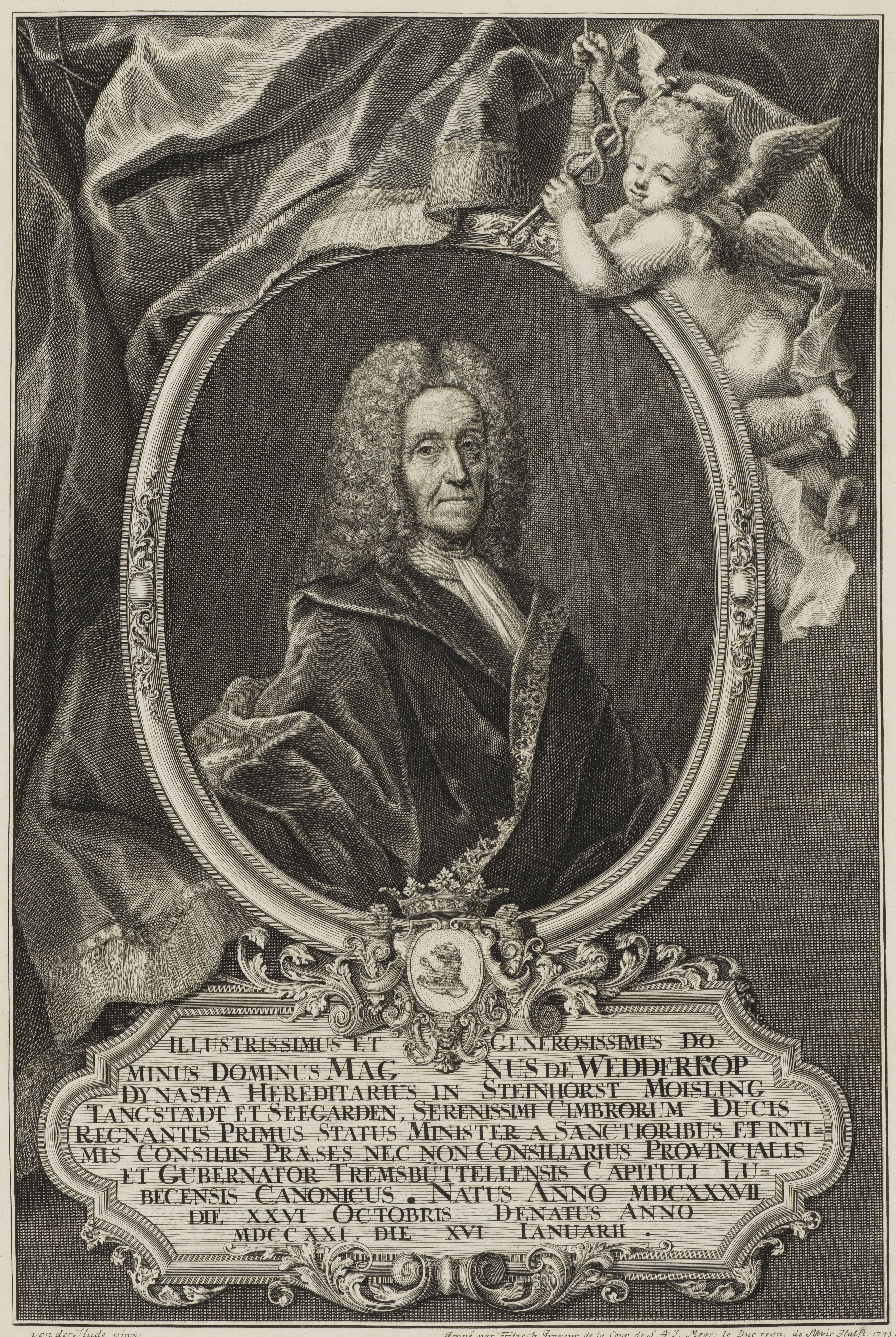
Magnus von Wedderkop

Magnus von Wedderkop, früher auch Wedderkopp, Wedderkopf(f) oder Wedderkopfius (* 26. Oktober 1637 in Husum; † 16. Januar 1721 in Hamburg), war ein Rechtsgelehrter, schleswig-holsteinischer Staatsmann und Politiker.

## Leben und Wirken
Nach dem Adelsdiplom, das Kaiser Leopold I. Magnus von Wedderkop 1683 ausstellte, stammte die Adelsfamilie von Wedderkop aus dem Brabant und dem Gelderland. Sie seien dort „gute Edelleuth“ gewesen. Joachim von Wedderkop, ein Obristlieutenant im Heer des spanischen Königs Philipp II., habe seines Glaubens wegen sein Vaterland verlassen und sei nach Franken gezogen. Joachims Enkel und Vater von Magnus von Wedderkop, der Baron Henning Wedderkopff, sei Lieutenant in Wallensteins Kavallerie gewesen und in den Wirren des Dreißigjährigen Krieges als ehemaliger Offizier unter Wallenstein nach Husum gekommen. Dort ließ er sich nieder und handelte als Kaufmann und Kupferschmied „mit Kupfer und anderen Sachen“. Henning Wedderkopff heiratete dort Anna Andersen, die Tochter eines jütländischen Bürgers.
Nach dem Genealogischen Handbuch des Adels stammt das Adelsgeschlecht aus Niedersachsen. Es beginnt seine Stammreihe mit dem Bauern Magnus Wedderkop aus Barum. Dessen Sohn Henning Wedderkop war Kupferschmied und Kaufmann in Husum und wird dort wiederum als Vater von Magnus von Wedderkop geführt. Laut Olaus Heinrich Moller stammte Magnus Wedderkop, der Großvater von Magnus von Wedderkop, aus Franken. Sein Vater Joachim Wedderkop sei, analog zum Adelsdiplom, während des Achtzigjährigen Kriegs Obristleutnant in der spanischen Armee in den Niederlanden gewesen. Er stamme aus Geldern, sei protestantisch geworden und nach Franken gezogen sein. Nach Moller soll Joachim Wedderkop die adelige Sophia von der Kere geheiratet haben.
Seine jüngeren Brüder waren Thomas Wedderkopf, Advokat in Husum, Gabriel Wedderkop, Hauptpastor und Propst in Kiel, und Henning Wedderkopf, Landgerichtsnotar in Schleswig.

### Werdegang
Er besuchte zunächst die Husumer Gelehrtenschule und dann das Katharineum zu Lübeck, das zu diesem Zeitpunkt Lateinschule war. Er verdiente sich durch Musikunterricht seinen Unterhalt. Danach studierte er Philosophie und Rechtswissenschaften an den Universitäten Helmstedt und Jena. In Jena wurde er von Erhard Weigel in der Philosophie und Mathematik sowie von Johann Strauch II. und Georg Adam Struve in der Rechtswissenschaft beeinflusst. Ab 1661 war er als Erzieher für die Lübecker Patrizierfamilie Brömbsen tätig und begleitete zwei Söhne von Gotthard Broemse an die Universität Heidelberg und anschließend auf die damals übliche Grand Tour nach Italien und Frankreich.
1664 wurde er Dozent für Staats- und Lehnsrecht an der Universität Heidelberg und dort vom Kurfürsten Karl I. Ludwig zum Professor ernannt. Er erhielt dort 1669 einen Ruf als Nachfolger von Heinrich Michaelis zum Professor des Codex durch Herzog Christian Albrecht von Schleswig-Holstein-Gottorf an die Juristische Fakultät der neugegründeten Christian-Albrechts-Universität in Kiel, dem er Folge leistete. An dieser war er 1672 Prorektor. Wedderkop wurde Syndikus des Lübecker Domkapitels und Rat des Fürstbischofs von Lübeck. Im Jahr 1675 erwarb er das Gut Seegard auf Pellworm. Ein Jahr später, im März 1676, wurde er vom Herzog als Hof- und Kanzleirat des Lübecker Bischofs August Friedrich von Schleswig-Holstein-Gottorf an den Gottorfer Hof in Schleswig berufen. 
Am 16. April 1683 heiratete er Magaretha Elisabeth Pincier (1661–1731), die Tochter des von König Karl XI. von Schweden geadelten dänischen Hofrats Ludwig (von) Pincier, Urenkelin des Domdechanten Ludwig Pincier und Schwester von Johann Ludwig von Pincier. Mit der Heirat wurde er auch Canonicus, Domherr in Lübeck. Von sieben in der Ehe geborenen Kindern starben vier bereits im Kindesalter. Ihre Tochter Anne Wedderkop heiratete den britischen Gesandten in Hamburg und beim Niedersächsischen Reichskreis Sir Cyril Wyche. Die beiden Söhne Gottfried von Wedderkop und Friedrich Christian von Wedderkop heirateten am 3. Januar 1716 in einer Doppelhochzeit die beiden Töchter von Johann Ludwig von Pincier.

### Im Dienste von Schleswig-Holstein-Gottorf
Wedderkop wurde 1682 herzoglicher Land- und Kammerrat. Als Politiker verstand er es, dem vom Königreich Dänemark als mächtigem Nachbarn bedrohten Gottorfer Herzogtum die Unabhängigkeit zu bewahren und im Zuge des Friedens von Nimwegen (1678/79) zusammen mit Andreas von Ulcken die kaiserliche Gunst für diese Sache zu erlangen. Einer seiner Erfolge war der Altonaer Vertrag 1689, mit dem der Herzog Christian Albrecht seine Ländereien von Dänemark zurückerhielt. 1691 kaufte Wedderkop das Amt Steinhorst von Christian Albrecht von Schleswig-Holstein-Gottorf ab. 
Karl XII., der König Schwedens, ernannte ihn 1693 zum Etatsrat und am 23. November 1693 erfolgte die schwedische Adelsnaturalisation als „v. Wedderkop“  und Introduktion bei der Adelsklasse der Schwedischen Ritterschaft unter Nr. 1282. Ein Jahr später, nach dem Tode des Herzogs Christian Albrecht, wurde Wedderkop unter Herzog Friedrich IV. Präsident des Geheimen Rats, also Ministerpräsident des Herzogtums Gottorf. Sein Schwager Johann Ludwig von Pincier wurde sein Stellvertreter. Zu dieser Zeit erwarb Wedderkop auch Tangstedt. Friedrich IV. übertrug ihm am 23. Februar 1695 das Amt des General-Erbpostmeisters auf Lebenszeit und verlieh ihm das Erbrecht an seine männlichen Nachkommen, die es ebenfalls auf Lebenszeit erhalten sollten. 1702 erwarb Wedderkop Moisling bei Lübeck.
Wedderkop versuchte politisch das durch den Frieden von Traventhal gewonnene stabile und freundschaftliche Verhältnis zu Dänemark zu erhalten, geriet aber mit dieser Haltung zunehmend in Konflikt mit seinem aufsteigenden Widersacher Georg Heinrich von Görtz und dessen ausgeprägtem Machtbewusstsein, dem er schließlich zum Opfer fiel. Dieser hatte nach dem Tod von Herzog Friedrich IV. im Jahr 1702 das bessere Verhältnis zum Administrator des Herzogtums, Fürstbischof Christian August von Lübeck, gefunden, der ein ausschweifendes Leben, zugleich aber die Regierungsgeschäfte für den erst zweijährigen Herzog Karl-Friedrich führte. Aufwind bekam Wedderkop vorübergehend durch eine von Stockholm aus veranlasste Untersuchung der Finanzen des Herzogtums, die die Verschwendung des Administrators und die Ausplünderung des Landes durch Georg Heinrich von Görtz offenlegte.
1706 wurde Wedderkop, der als Förderer des Pietismus galt, zusammen mit dem Generalsuperintendent Heinrich Muhlius Visitator der Universität Kiel. Gemeinsam erließen sie 1707 das von pietistischem Geist geprägte Reglement zur Auffnahm der Studien. In seiner Freizeit ging er mit seinen Freunden Johann Sebastian Bach und Georg Friedrich Händel seiner Liebe zur Musik nach.

### Fall

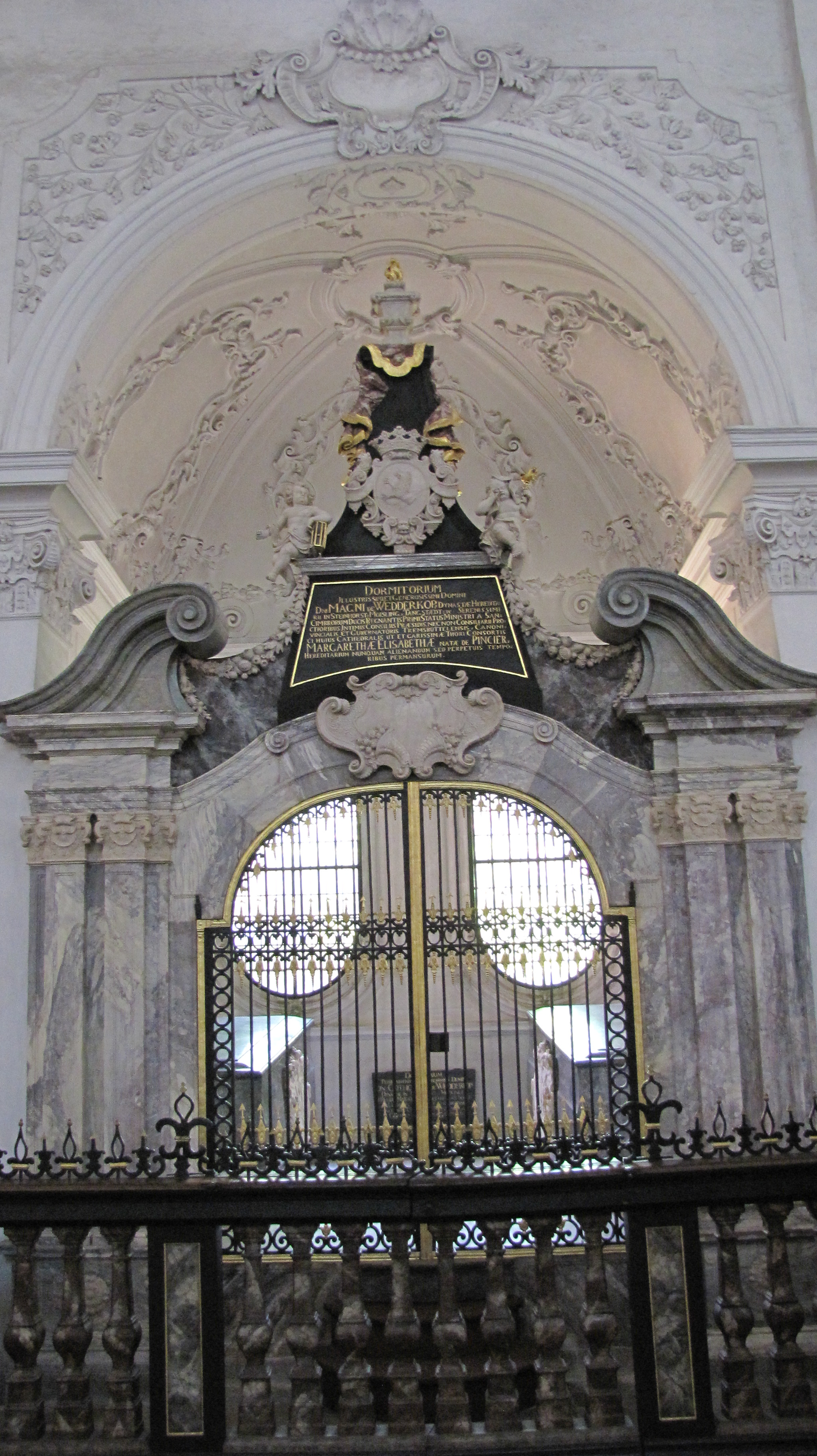
Grabkapelle im südlichen Seitenschiff des Lübecker Doms

Mit dem Tod von Hedwig Sophia von Schweden im Jahr 1708, der Witwe des 1702 in der Schlacht bei Klissow gefallenen Herzogs Friedrich IV., sah sich Wedderkop zunehmend schutzbedürftiger und zog sich sicherheitshalber in sein Palais am Neuen Wall in Hamburg zurück. Am 19. Dezember 1709 ließ Wedderkop sich aus nicht nachvollziehbaren Gründen dennoch zu einer Sitzung des Geheimen Rates nach Schloss Gottorf locken, wo der 72-Jährige freundlich empfangen, im Anschluss an ein Diner mit dem Administrator jedoch nachts verhaftet und auf die Festung Tönning gebracht wurde. Die Verhaftung erfolgte ohne Gerichtsurteil und gerichtliche Untersuchung. Interventionen des Kaisers, des schwedischen und des dänischen Königs zugunsten Wedderkops wurden mit der Begründung zurückgewiesen, dass es sich um einen Kriminalfall handele. Eine Anklageschrift wurde nicht verfasst, und trotz der 1710 an alle Untertanen ergangenen Aufforderung, Klagen und Beschwerden gegen Wedderkop vorzubringen, kamen keine ausreichenden Beweise zusammen. Da eigentlich keine belastenden Umstände gegen Wedderkop vorlagen, gestaltete sich der Prozess schwierig, wurde aber dennoch als ein Stück fragwürdiger Kabinettsjustiz 1713 im Laufe des Nordischen Krieges mit einem Todesurteil gegen Wedderkop abgeschlossen. Unter anderem sagte Joseph August du Cros gegen ihn aus. Zacharias Wolf erhielt den Befehl vor der Übergabe von Tönning Wedderkop mit dem Strange oder mit dem Schwerte zum Tode bringen zu lassen. König Friedrich IV. von Dänemark belagerte 1713 mit seinen Verbündeten die in der Festung Tönning eingeschlossenen schwedischen Truppen unter Magnus Stenbock. Erst mit der Kapitulation am 7. Februar 1714 und Übergabe der Festung kam Magnus von Wedderkop wieder frei.
Die restlichen Lebensjahre verbrachte er in Hamburg im Haus Speersort 12/14 des Herzogs mit dem Versuch, seine Vermögensangelegenheiten zu ordnen, denn sein Palais am Neuen Wall war von Görtz beschlagnahmt worden. Wedderkop ließ seine persönliche Bibliothek durch Magnus Crusius beaufsichtigen. 1716 erging ein Mandat von Kaiser Karl VI., das die Rückerstattung aller Vermögenswerte befahl. Am 1. Juli 1719 verlieh der Herzog von Holstein Wedderkop und seinen Erben als Ersatz für das erlittene Unrecht das Amt Tremsbüttel zur Nutznießung auf 30 Jahre. Görtz trat in die Dienste des Königs Karl XII. von Schweden. Nach dessen Tod wurde er 1718 unter Anklage gestellt und am 2. März 1719 enthauptet. Der Zivilrechtsstreit mit den Erben von Görtz wurde noch von Wedderkops Erben lange Jahre nach seinem Tod fortgesetzt.
Wedderkop wurde am 28. Februar 1721 in der barock ausgestalteten von-Wedderkop-Kapelle im südlichen Seitenschiff des Lübecker Doms bestattet, die heute noch mit den schlichten Sarkophagen aus grauem Marmor erhalten ist. Seine Frau folgte ihm zehn Jahre später. Die Kapelle wurde von Wedderkop, der auch Domherr in Lübeck war, 1697 erworben. Die Inschrift weist auf seine Güter als Erbherr auf Gut Steinhorst, Tangstedt und Moisling hin. Über dem 1748 fertiggestellten Portal ist das Familienwappen in weißem Marmor angebracht.

### Nach seinem Tod
Wedderkop wurde zum Stammvater einer ganzen Reihe von Juristen, Offizieren und Diplomaten im Dienste Dänemarks, Schwedens und später Preußens. Laut Hamburger Abendblatt vom 12. November 1962 war Magnus von Wedderkop, in der sechsten Generation nach ihm, der letzte Träger des Namens von Wedderkop.

### Trivia
Heinrich Schepers folgert aus einem Briefwechsel zwischen Wedderkop und Gottfried Wilhelm Leibniz, dass dieser hier bereits die Argumentationselemente anwendet, die er später zur Lösung der Theodizee-Frage nutzte. Der Briefwechsel ist Teil der Leibniz-Briefwechsel, die im Jahr 2007 in das UNESCO-Weltdokumentenerbe aufgenommen wurden.
Der Konflikt zwischen Görtz und Wedderkop wird kurz im historischen Roman Die Walfängerbraut von Karla Weigand behandelt. Auch Otto Ulbricht greift den Konflikt in seinem Buch Mißbrauch und andere Doku-Stories aus dem 17. und 18. Jahrhundert auf und erwähnt Magnus von Wedderkop in zwei weiteren Mikrogeschichten.

## Schriften
- De fructibus et eorum acquisitione. 1670
- De jurisdictione. 1671
- De praescriptione moratoria. 1675
- Thesis miscellaneae ex jure tam publico quam privato. 1676

### Nachlasskatalog
- Bibliotheca Wedderkoppiana sive Catalogus selectissimorum librorum in omni fere studiorum genere præstantium, Theol., Jurid., Med. ... &c. quos ... collegit ... Magnus à Wedderkop, Trium Serenissimorum Ducum Slesvici & Holsatiæ Status ac Sanctioris deinde Consilii Præses ... : Alphabeti ordine ita adornatus, ut in qualiget facultate & classe singula auctorum scripta conjunctim conspiciantur ... ; Cujus publica Auctio habebitur Hamburgi Die 1. Junii & seqq. Anni 1722. In Templi Cathedralis loco vulgo Reventer dicto. Hamburgi: Gennagelius 1722